# عايدة كيلكوي
عايدة مارينا كيلكوي فيفاس (ولدت في بايز، كاوكا) هي سياسية كولومبية وزعيمة من السكان الأصليين وزعيمة اجتماعية لشعب ناسا. وهي عضو في المجلس الإقليمي للسكان الأصليين في كاوكا (CRIC)، وكانت مستشارة في مجال حقوق الإنسان والسلام في اليونسكو. انتُخبت لعضوية مجلس شيوخ الجمهورية في 2022 من قبل الدائرة الانتخابية الخاصة بالسكان الأصليين بتأييد من حزب الحركة البديلة للشعوب الأصلية والاجتماعية (MAIS).

## مسيرتها المهنية
كانت كيلكوي تعمل في مجال الترويج الصحي لجمعية السكان الأصليين في كاوكا (AIC) خلال التسعينيات.
أصبحت منسقة لبرنامج الصحة في جمعية السكان الأصليين وفي المجلس الإقليمي للسكان الأصليين في هويلا (CRIHU) في عام 2000.
تعينت مستشارة أولى في المجلس الإقليمي للسكان الأصليين في كاوكا (CRIC) بين عامي 2003 و2009، كونها واحدة من منظمي مسيرات مينغا 2008 التي شارك فيها الآلاف من السكان الأصليين الذين ساروا إلى مدينة بوغوتا للاحتجاج. توفي زوجها إدوين ليغاردا في 16 ديسمبر في مستشفى في بوبايان خلال هذه الاحتجاجات بعد أن تلقى ثلاث طلقات أطلقها جنود على الطريق الذي يربط بين إنزا وتوتورو، في إدارة كاوكا. خلال المحاكمة وفي السنوات التي تلت ذلك، كانت كويلكي وابنتها ضحيتين لتهديدات بالقتل والاعتداء.

## تكريمها
فازت بالجائزة الوطنية للدفاع عن حقوق الإنسان في كولومبيا من فئة «الكفاح من أجل حياة كاملة» في 2021.